# إليزابيث إيتون بورتون
إليزابيث إيتون بورتون (بالإنجليزية: Elizabeth Eaton Burton)‏ هي فنانة أمريكية، ولدت في 1869، وتوفيت في 1937 في لوس أنجلوس في الولايات المتحدة.